# Лорета Граужінене
Лорета Ґраужінене (лит. Loreta Graužinienė; нар. 10 січня 1963, Рокишкіс) — литовський політик, економіст. Спікер Парламенту Литви (з жовтня 2012).

## Життєпис
1981 року закінчила середню школу. 1982 — бухгалтер колгоспу в Укмергеському районі та одночасно в самому Укмерге. 1986—1992 працювала економістом у комунальних закладах Укмерге.
1992 вступає до Литовської сільськогосподарської академії (бухгалтерія). 1997 — аудитор. На початку 1990-х займається підприємництвом та педагогічною діяльністю — протягом 1994—2004, наприкінці десятиріччя стає професійним аудитором, 1996 відкрила власну фірму.
2003 йде в політику, стояла біля витоків Партії праці. Починаючи з 2004 регулярно обиралася до Литовського Сейму, керувала партійною комісією фінансів та податків, до 2006 керувала фракцією Партії праці в Сеймі.
2007 також обрана до міської ради Укмерге. 2009 від Партії праці кандидувала на президентських перегонах — здобула в першому турі 3,57 % голосів.
Депутат Литовського Сейму від Партії праці. 3 жовтня 2013 обрана головою Литовського парламенту.

### Ґраужінене та Україна
Під час Євромайдану прибуває у складі делегації Сейму Литви, котра терміново вилетіла до Києва, виступає 26 листопада перед учасниками мітингу на підтримку Асоціації з ЄС. 27 листопада українська влада скасовує з нею зустріч голови Верховної Ради України Володимира Рибака «у зв'язку зі змінами у робочому графіку керівництва Верховної Ради України». Разом з тим продовжує переконувати українську владу укласти Угоду про асоціацію на саміті у Вільнюсі.